# Johan Paulinus Lillienstedt
Johan Paulinus Lillienstedt, född 14 juni 1655 i Björneborg i Satakunda, död 26 september 1732 på sitt gods Diwitz i Svenska Pommern, begravd i Mariakyrkan i Stralsund, var en svensk greve, statsman och skald.

## Biografi
Lillienstedt var son till Paulus Simonis Raumannus, kyrkoherde i Mouhijärvi socken i Åbo län, och Agneta Henrici. Han var gift första gången 1692 med friherrinnan Brita Cronhielm och andra gången 1698 med Margareta Törnflycht, men fick endast barn i andra äktenskapet.
Lillienstedt studerade sedan 1672 i Åbo och därefter sedan 1675 i Uppsala. Han fick tidigt sådant anseende för kunskaper och lärdom att lärarbefattningar (adjunktur i filosofi, professur i lagfarenhet) vid Kungliga Akademien i Åbo erbjöds honom två gånger. Men han valde i stället att satsa på den civila ämbetsmannabanan. 
Vid 28 års ålder (1683) blev han presidentsekreterare i Kammarkollegium och utnämndes 1685 till protokollssekreterare i Statskontoret. År 1690 blev han adlad och antog namnet Lillienstedt. Före adlandet hette han Paulinus. Han utnämndes 1698 till revisionssekreterare och ledamot av lagkommissionen och 1705 till vicepresident och direktor i Wismarska tribunalet.
Under den följande tiden användes Lillienstedt av Karl XII i åtskilliga diplomatiska uppdrag, som han skickligt utförde. För sina förtjänster erhöll han 1713 friherrlig värdighet, men tog inte introduktion, och utnämndes 1714 till ombudsråd vid den ena utrikesexpeditionen. I den egenskapen följde Lillienstedt Karl XII på hans fälttåg under de tre sista åren av dennes liv. På våren 1719 blev Lillienstedt riksråd och innan årets slut greve. Redan före sitt inträdande i rådet hade han blivit utsedd att i stället för Goertz representera Sverige på den åländska fredskongressen. När kongressen upplöstes på hösten 1719, återvände han till Sverige. År 1721 var han Sveriges främste underhandlare vid fredskongressen i Nystad och undertecknade den hårda freden med Ryssland där. År 1727 lämnade Lillienstedt på egen begäran rådsämbetet och utnämndes i stället till president i Wismarska tribunalet.
Lillienstedt tillhörde det karolinska tidevarvets mera begåvade vittra män. Hans litterära verksamhet inföll på 1680-talet. Liksom många av sina samtida, särskilt Leijoncrona, hade han studerat Sydeuropas skaldekonst och sökte genom översättningar och efterbildningar överflytta dess romantiska lyrik till svenska.
Lillienstedt var utnämnd till landshövding i Östergötlands län under åren 1710–1714, men tillträdde ej själva tjänsten förrän 1713, då han var fullt upptagen med andra uppdrag i Tyskland åt den svenska statsmakten.